# Jennifer Fallon
Jennifer Fallon (* 1959 in Carlton/Melbourne) ist eine australische Fantasy-Autorin, die zumeist politische Intrigen in ihre Erzählungen einfließen lässt.

## Biographie
Jennifer Fallon stammt aus einer großen Familie mit dreizehn Schwestern, deren sie die neunte ist. Sie lebte in Caulfield, bis sie elf war, und zog dann mit ihrem Vater in die Hauptstadt Canberra. Sie lebte in der Umgebung von Canberra für weitere acht Jahre und ging auf eine High School für katholische Mädchen in Braddon. Seit 1980 lebt die Autorin im Northern Territory. Nach einem kurzen Abstecher nach Melbourne im Jahre 2000 kehrte sie wieder dorthin zurück.
Jennifer Fallon hat zwei Töchter und einen Sohn. Sie hat über 50 Pflegekinder großgezogen, wovon weiterhin über zwei Dutzend bei ihr leben. Sie schreibt ihre Bücher nebenbei.
Sie verließ die Schule mit 15 und arbeitete als Streetworker, in der Jugendarbeit, als Kaufhausdetektivin, Verkäuferin, Geschäftsführerin und Sporttrainerin. Sie unterrichtet noch immer regelmäßig im Bereich Wirtschaft und gibt Computerkurse.
Jennifer Fallon schreibt seit den 1980er Jahren, veröffentlicht ihre Fantasywerke aber erst seit dem Jahr 2000.

## Bibliographie

### Dämonenkind-Trilogie–Demon Child
1. Kind der Magie, 2004, ISBN 3-453-52383-0, Medalon, 2000
2. Kind der Götter, ISBN 3-453-52430-6, 2005, Treason Keep, 2001
3. Kind des Schicksals, ISBN 3-453-53034-9, 2005, Harshini , 2001

### Second Sons
1. 2002: The Lion of Senet
2. 2003: Eye of the Labyrinth
3. 2003: Lord of the Shadows

### Die Chroniken Hythrias–Hythrun Chronicles
1. Erbin des Throns, 2006, ISBN 3-453-53239-2, Wolfblade, 2004
2. Ritter des Throns, 2007, ISBN 3-453-53249-X. Warrior, 2005
3. Herrscher des Throns, 2007, ISBN 3-453-53250-3, Warlord , 2005

### Stargate SG-1 (mit Sonny Whitelaw)
- Roswell, 2007

### Gezeitenstern-Saga–Tide Lords
1. Der unsterbliche Prinz, 2008, ISBN 3-8025-8146-6, The Immortal Prince, 2007
2. Die Götter von Amyrantha, 2008, ISBN 3-8025-8179-2, The Gods of Amyrantha, 2007
3. Der Palast der verlorenen Träume, 2009, ISBN 3-8025-8244-6, Palace of Impossible Dreams, 2008
4. Der Kristall des Chaos, 2010, ISBN 3-8025-8245-4, The Chaos Crystal, 2008

### Rift Runners
1. 2011: The Undivided
2. 2012: The Dark Divide
3. 2013: Reunion

### War of the Gods
1. 2014: The Lyre Thief
2. 2015: Retribution
3. 2016: Covenant